# Edwin Tenorio
Edwin Tenorio (bürgerlich Edwin Rolando Tenorio Montaño; * 16. Juni 1976 in Esmeraldas) ist ein ehemaliger Fußballspieler aus Ecuador, der zumeist im defensiven Mittelfeld eingesetzt wurde und für seinen hohen Einsatzwillen bekannt war.

## Karriere
Tenorio begann seine Karriere beim ecuadorianischen Verein Sociedad Deportiva Aucas, wo er bis 1999 spielte und wohin er in den Jahren 2000 und 2001 noch zweimal kurzzeitig zurückkehrte. Dazwischen spielte er im Jahr 1999 für den bolivianischen Verein Club Jorge Wilstermann und 2001 für CD Veracruz aus Mexiko. Von 2002 bis 2006 spielt er beim ecuadorianischen Verein Barcelona SC Guayaquil. Am 20. Dezember 2006 wurde gegen ihn eine Sperre von zwei Monaten für Meisterschafts- und Länderspiele verhängt, nachdem er aktiv an einer Schlägerei zwischen Spielern von LDU Quito und Barcelona SC im Anschluss an das letzte Saisonspiel wenige Tage zuvor teilgenommen hatte. Zur Saison 2007 wechselte er zu LDU Quito. Mit seiner Mannschaft gewann er in diesem Jahr die ecuadorianische Meisterschaft. In Saison 2008 spielte er für Deportivo Quito und gewann erneut die Meisterschaft. Nach der Hinrunde der Saison 2009 wechselte er im Sommer 2009 nach Kolumbien zu Deportivo Pereira.
Am 14. Oktober 1998 gab Tenorio sein Debüt in der Ecuadorianischen Fußballnationalmannschaft. Seitdem stand er in 74 Länderspielen auf dem Feld (Stand: März 2007). Er zählte zu den erfahrensten Spielern seines Landes, die für die Weltmeisterschaft 2006 nominiert wurden; hier wurde er in allen vier Spielen seiner Mannschaft eingesetzt. In der Qualifikation zur WM nahm Tenorio an 14 Spielen teil. Zuvor war Edwin Tenorio schon bei der Weltmeisterschaft 2002 dabei und stand dort in zwei von drei Spielen auf dem Platz. Außerdem stand er im Kader seines Landes bei der Copa América 2004 und der Copa América 2007.